# La Virgen, Tarandacuao
La Virgen är en ort i Mexiko.   Den ligger i kommunen Tarandacuao och delstaten Guanajuato, i den södra delen av landet, 160 km väster om huvudstaden Mexico City. La Virgen ligger 1 990 meter över havet och antalet invånare är 338.
Terrängen runt La Virgen är kuperad åt sydväst, men åt nordost är den platt. Runt La Virgen är det ganska tätbefolkat, med 100 invånare per kvadratkilometer. Närmaste större samhälle är Acámbaro, 15,6 km väster om La Virgen. I omgivningarna runt La Virgen växer huvudsakligen savannskog.